# Wolfgang Haken

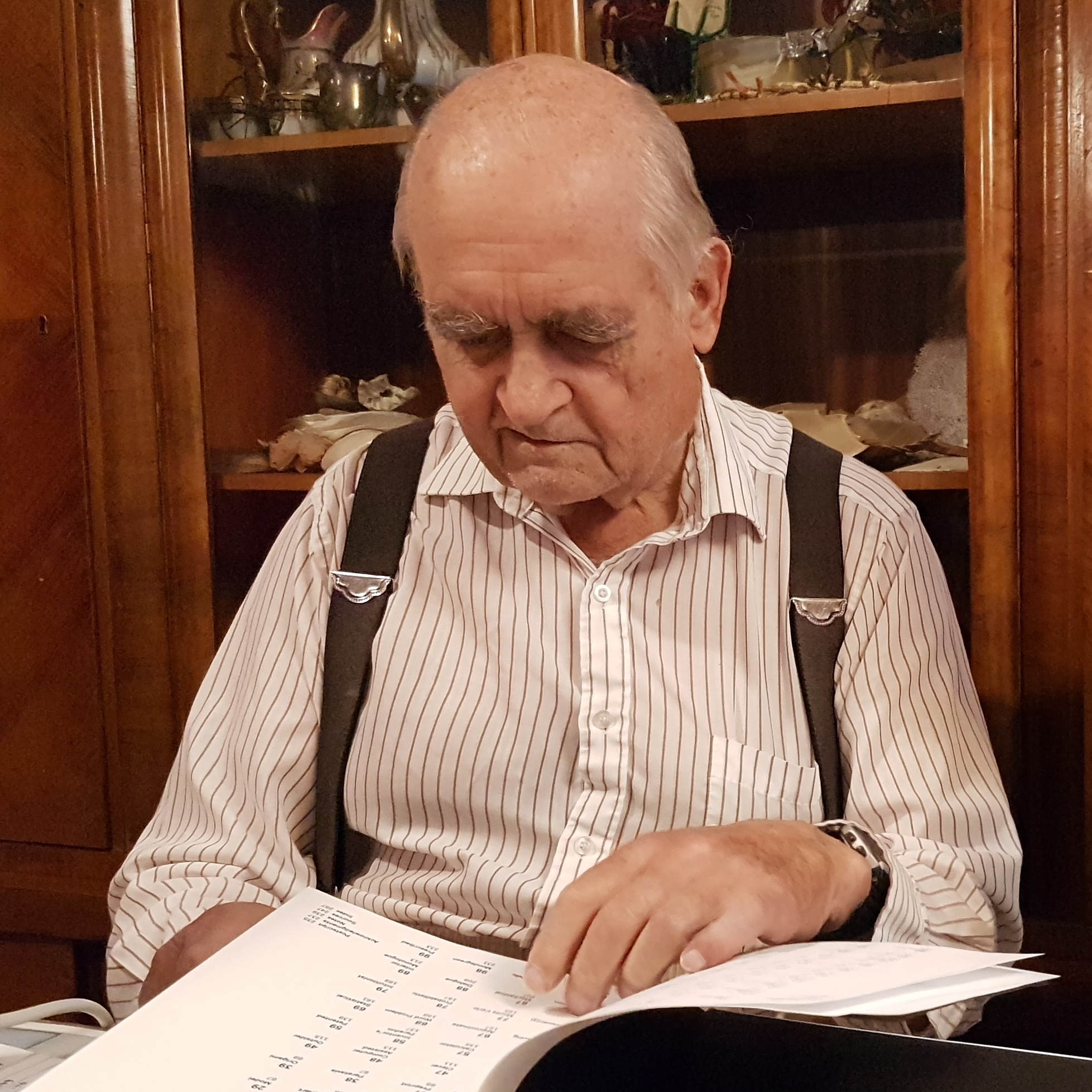
Wolfgang Haken, 2019

Wolfgang Haken (* 21. Juni 1928 in Berlin; † 2. Oktober 2022 in Champaign, Illinois) war ein deutsch-amerikanischer Mathematiker mit dem Spezialgebiet Topologie (insbesondere 3-dimensionale Mannigfaltigkeiten), der mit Kenneth Appel 1976 das Vierfarbenproblem löste.

## Leben und Werk
Haken studierte Mathematik, Physik und Philosophie in Kiel, wo er 1953 bei Karl-Heinrich Weise über ein Thema der Topologie (Ein topologischer Satz über die Einbettung (d-1)-dimensionaler Mannigfaltigkeiten in d-dimensionale Mannigfaltigkeiten) promovierte. 1954 bis 1962 war er bei Siemens in München, wo er sich auf Anwendungen der Mikrowellen-Technologie spezialisierte. Nebenbei veröffentlichte er Arbeiten über Topologie, und sein Knoten-Algorithmus verschaffte ihm eine Einladung an die University of Illinois, wo er 1965 Professor wurde (und bis zu seinem Tode Professor emeritus war). Im Jahre 1976 bewies er, gemeinsam mit Kenneth Appel, der zu dem Zeitpunkt, ebenso wie Haken, an der University of Illinois arbeitete, den berühmten Vier-Farben-Satz. An dem Computer-Beweis arbeiteten sie rund vier Jahre ab 1972. Der Beweis wurde in den 1980er Jahren teilweise überprüft, wobei sich zwei Fehler fanden, die aber korrigiert werden konnten. Unabhängige Beweise wurden von Frank Allaire (1977, aber nie vollständig publiziert) und 1993 von Paul Seymour, Neil Robertson, Daniel Sander und Robin Thomas geführt (die nur noch 633 statt der rund 1900 und später rund 1400 unvermeidbaren reduziblen Konfigurationen von Appel und Haken benötigten), alle benutzten aber den Computer.
In der Topologie sind die Haken-Mannigfaltigkeiten nach ihm benannt und auch hier war er an algorithmischen Fragen interessiert. Beispielsweise stammt von ihm ein Algorithmus zur Entscheidung darüber, ob ein Knoten in einer geschlossenen 3-Mannigfaltigkeit „echt“ ist oder entknotet werden kann (mit seiner Theorie der Normalflächen). Haken erweiterte auch die Theorie der Normalflächen von Hellmuth Kneser.
1993 erhielt er die Ehrendoktorwürde der Johann Wolfgang Goethe-Universität Frankfurt am Main. 1979 erhielt er mit Appel den Fulkerson-Preis für Diskrete Mathematik. 1978 war er Invited Speaker auf dem Internationalen Mathematikerkongress in Helsinki (Combinatorial aspects of some mathematical problems).
1990 wurde er Mitglied des „Center for Advanced Study“  der University of Illinois, wo er u. a. an der Verbesserung seines Knoten-Algorithmus arbeitete.

## Schriften
- Theorie der Normalflächen. Acta Math. Bd. 105, 1961, S. 245–375 (Haken-Mannigfaltigkeiten)
- mit Kenneth Appel: Every planar map is four colorable. Part I. Discharging. Illinois Journal of Mathematics Bd. 21, 1977
- mit Kenneth Appel: Every planar map is four colorable. Bulletin AMS Bd. 82, 1976, S. 711
- mit Kenneth Appel: Every Planar Map is Four Colorable. Contemporary Mathematics, Bd. 98, American Mathematical Society, 1989
- mit Kenneth Appel: The Solution of the Four-Color-Map Problem. Scientific American, Bd. 237, Nr. 4, S. 108–121 (1977)